# Tricia Flores
Tricia Flores, född 29 december 1979, är en friidrottare från Belize. Hon deltog vid olympiska sommarspelen 2008.